# Логарифмический профиль
Логарифмический профиль (log-профиль) — профиль съемки с использованием логарифмической гамма-кривой в качестве OETF-функции на некоторых цифровых видеокамерах, обеспечивающий больший динамический диапазон. Необработанное видео, снятое в таком профиле, выглядит блёклым и туcклым, но в нем сохраняется больше деталей теней и светлых участков, которые были бы обрезаны при использовании обычного линейного профиля. Таким образом, этот профиль дает больше гибкости для цветокоррекции на этапе постпродакшна. Съемка с log-профилем часто используется в кинопроизводстве.
Не следует путать использование log-профиля со видеосъемкой в формате RAW. В формате RAW вся информация, полученная с сенсора камеры, сохраняется в выходной файл без изменений. Поэтому файлы с видео в RAW-формате имеет больший объем. При съемки с использованием log-профиля происходит обработка сигнала с сенсора перед его сохранением в файл — применяется логарифмическая гамма-кривая.

## Проприетарныеформаты log-профилей в цифровых камерах
Производители цифровых камер предлагают собственные версии log-профиля (или нескольких) в своих устройствах:
- Arri — Log-C, основанный на формате Cineon (включяя LogC3 and LogC4)[3]
- Canon — Canon Log (или C-Log) у всех видеокамер серии Canon Cinema EOS и некоторых беззеркальных фотокамер серии Canon EOS[4][5]. Некоторые камеры поддерживают несколько вариантов кривой: оригинальный профиль Canon Log, Canon Log 2 или Canon Log 3.[5]
- Sony — S-Log (включаяя S-Log/2 и S-Log/3)[6]
- Panasonic — V-Log и V-LogL[7]
- Nikon — N-Log[8]